# Ивкин, Иван Михайлович
Иван Михайлович Ивкин (1 сентября 1923, Кувакино, Симбирская губерния — 18 июня 1982, Артёмовск, Донецкая область) — Герой Советского Союза, командир роты 248-го стрелкового Кишинёвского полка (31-я стрелковая Сталинградская ордена Богдана Хмельницкого дивизия, 52-я армия, 1-й Украинский фронт), старший лейтенант.

## Биография
Родился 1 сентября 1923 года в селе Кувакино Алатырского уезда (ныне Алатырский муниципальный округ Чувашской Республики) в крестьянской семье. Русский. Окончил среднюю школу, после чего трудился слесарем на никелевом комбинате в городе Орск Оренбургской области.
В 1942 году призван в ряды Красной Армии. В том же году окончил Бердичевское военное пехотное училище.
На фронтах Великой Отечественной войны с января 1944 года. Воевал на 1-м и 2-м Украинском фронтах, участник освобождения Украины, Молдавии, Польши, боёв на территории Германии. Член КПСС с 1945 года. Был дважды ранен.
В ночь на 25 января 1945 года рота во главе со старшим лейтенантом И.М. Ивкиным первой в полку переправилась на западный берег Одера у населённого пункта Штайн и заняла плацдарм. В течение дня рота отбила восемь контратак противника. И.М. Ивкин и его бойцы удержали плацдарм до подхода наших главных сил.
Звание Героя Советского Союза с вручением ордена Ленина и медали «Золотая Звезда» (№ 6512) старшему лейтенанту Ивкину Ивану Михайловичу присвоено 10 апреля 1945 года за отвагу и мужество, проявленные при форсировании Одера, захвате и удержании плацдарма на западном берегу реки юго-восточнее города Бреслау (Вроцлав, Польша).
После окончания войны командовал мотострелковым батальоном. В 1948 году окончил курсы «Выстрел», в 1957 году — Военную академию имени М. В. Фрунзе. Работал преподавателем военной кафедры Белоцерковского сельскохозяйственного института, был военкомом Артёмовского ГВК Донецкой области. С 1973 года полковник И. М. Ивкин — в запасе. 

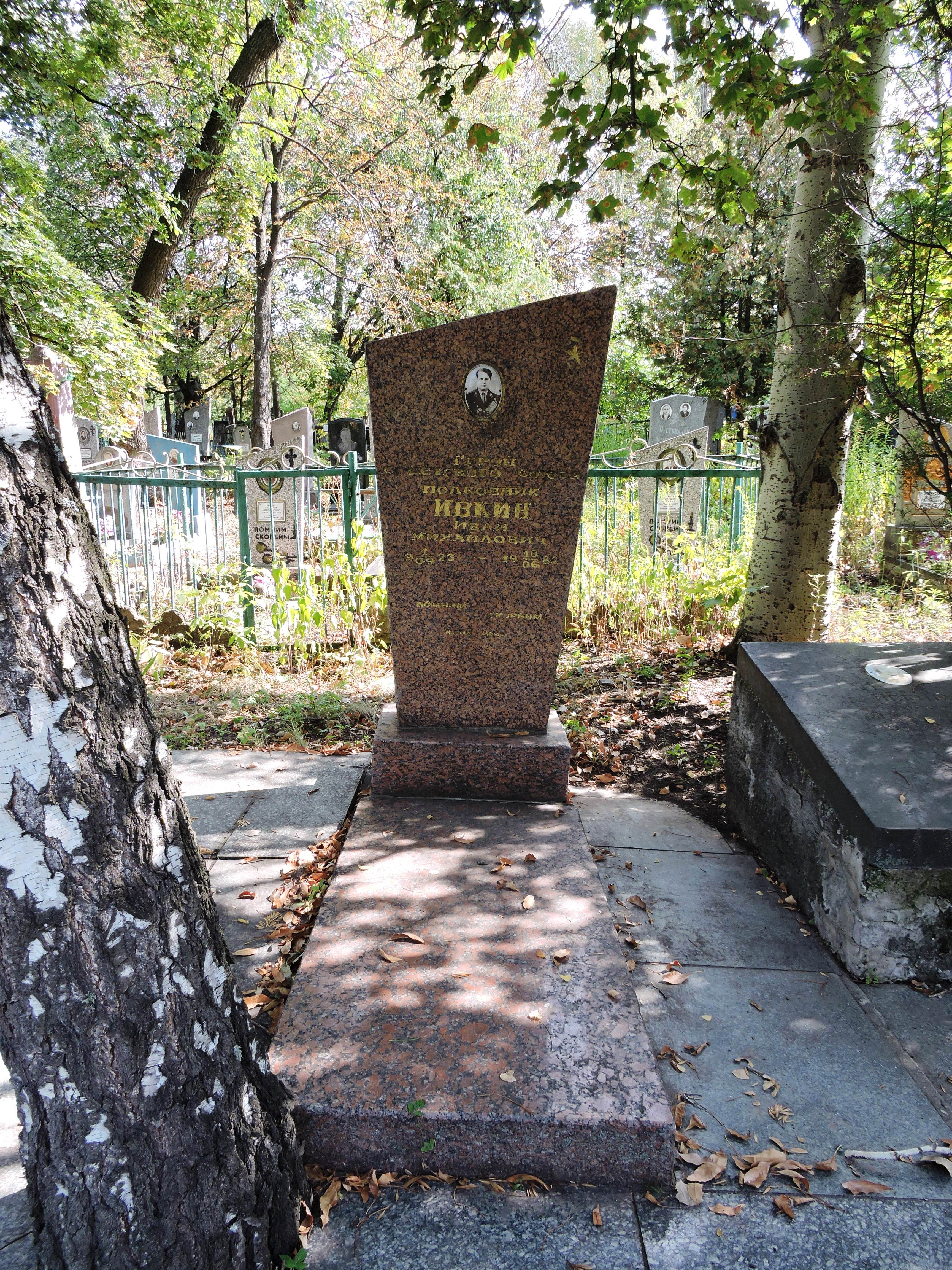
могила Ивана Михайловича Ивкина

Умер 18 июня 1982 года. Похоронен в городе Бахмут.

## Награды
- Медаль «Золотая Звезда» (10.04.1945);
- орден Ленина (10.04.1945);
- орден Отечественной войны 2-й степени (26.01.1945);
- 2 ордена Красной Звезды (25.08.1944; 26.10.1955);
- медали.

## Память
Именем Героя названа школа в родном селе. В городе Орск на здании школы, где он учился, установлена мемориальная доска.